# Bradford (Tennessee)
Bradford è un comune degli Stati Uniti d'America, situato nello Stato del Tennessee, nella Contea di Gibson.